# چایتانیا (فیلم)
چایتانیا (به انگلیسی: Chaitanya) فیلمی هندی محصول سال ۱۹۹۱ و به کارگردانی پراتاپ کی.پوتان است. در این فیلم بازیگرانی همچون آکینی ناگرجونا، گائوتامی، گیریش کارناد، کوتا سرینیواسا راو، بابو آنتونی، سیلک سمیتا و راوی تجا ایفای نقش کرده‌اند.